# Mu Andromedae
Mu Andromedae is een ster in het sterrenbeeld Andromeda, dat zichtbaar is tussen de Andromedanevel en de ster Mirach. de ster heeft als spectraalklasse A5V, wat overeenkomt met een Type-A hoofdreeksster.